# Église Sainte-Catherine-sur-Vspolié (Moscou)
L'église Sainte-Catherine-sur-Vspolié (Храм великому́ченицы Екатери́ны на Вспо́лье) est une église de Moscou consacrée à sainte Catherine située rue Bolchaïa Ordynka. Une première église est construite en bois à cet emplacement au XVIe siècle. Elle est reconstruite en pierre en 1657 et en 1766-1775  elle est entièrement reconstruite par Karl Blank sur ordre de Catherine II. Par la suite, les bâtiments annexes et l'église sont réaménagés par les architectes Fiodor Chestakov et Pavel Petrov. L'église est fermée par les autorités en 1931 et l'édifice est occupé pendant un certain temps par le Bureau central de conception et de standardisation des outils et par l'atelier d'art Grabar,. En 1992-2016, l'église est donnée au siège moscovite de l'Église orthodoxe d'Amérique dépendant du Patriarcat de Moscou.

## Histoire

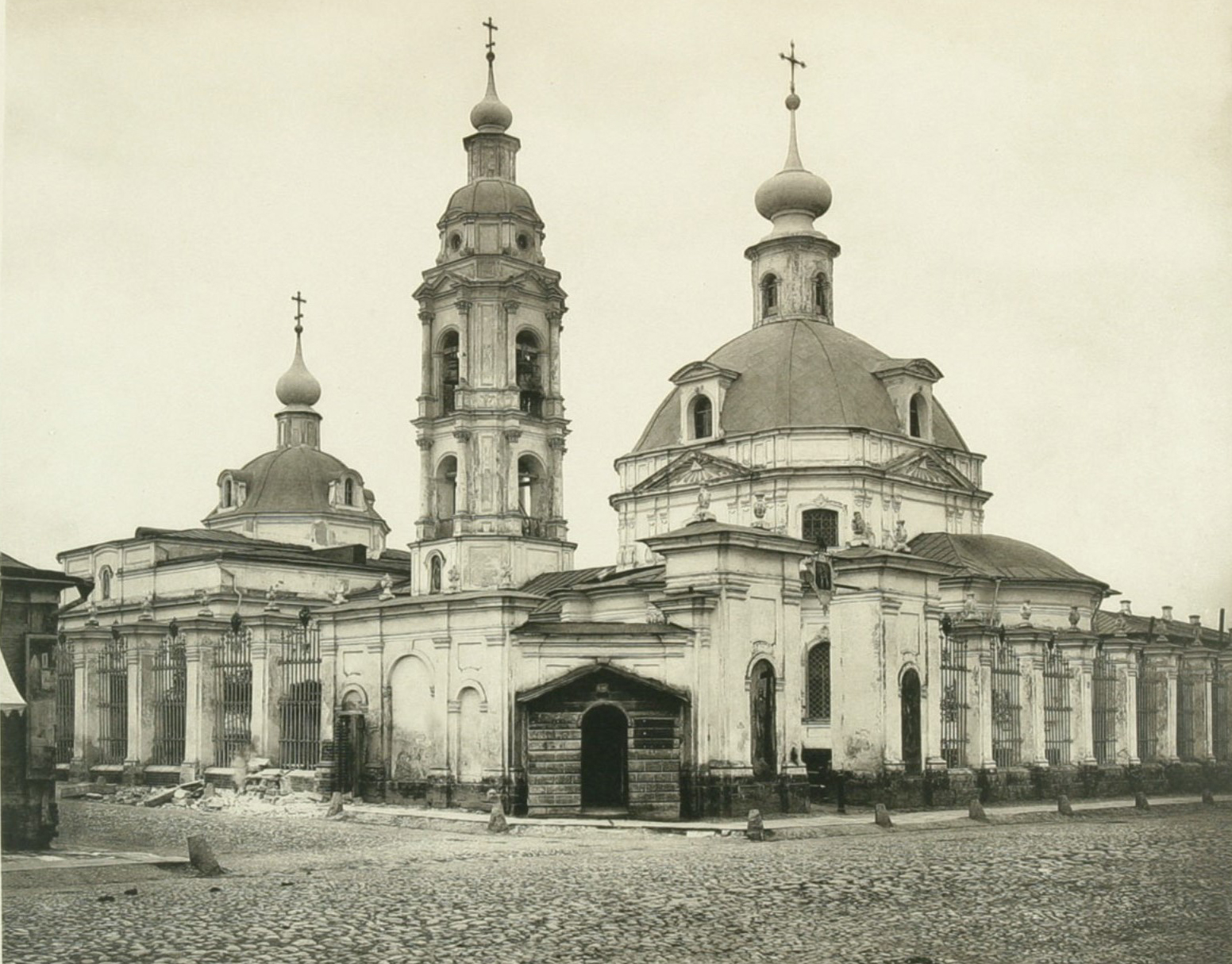
Photographie de l'album de Nikolaï Naïdionov (1883).

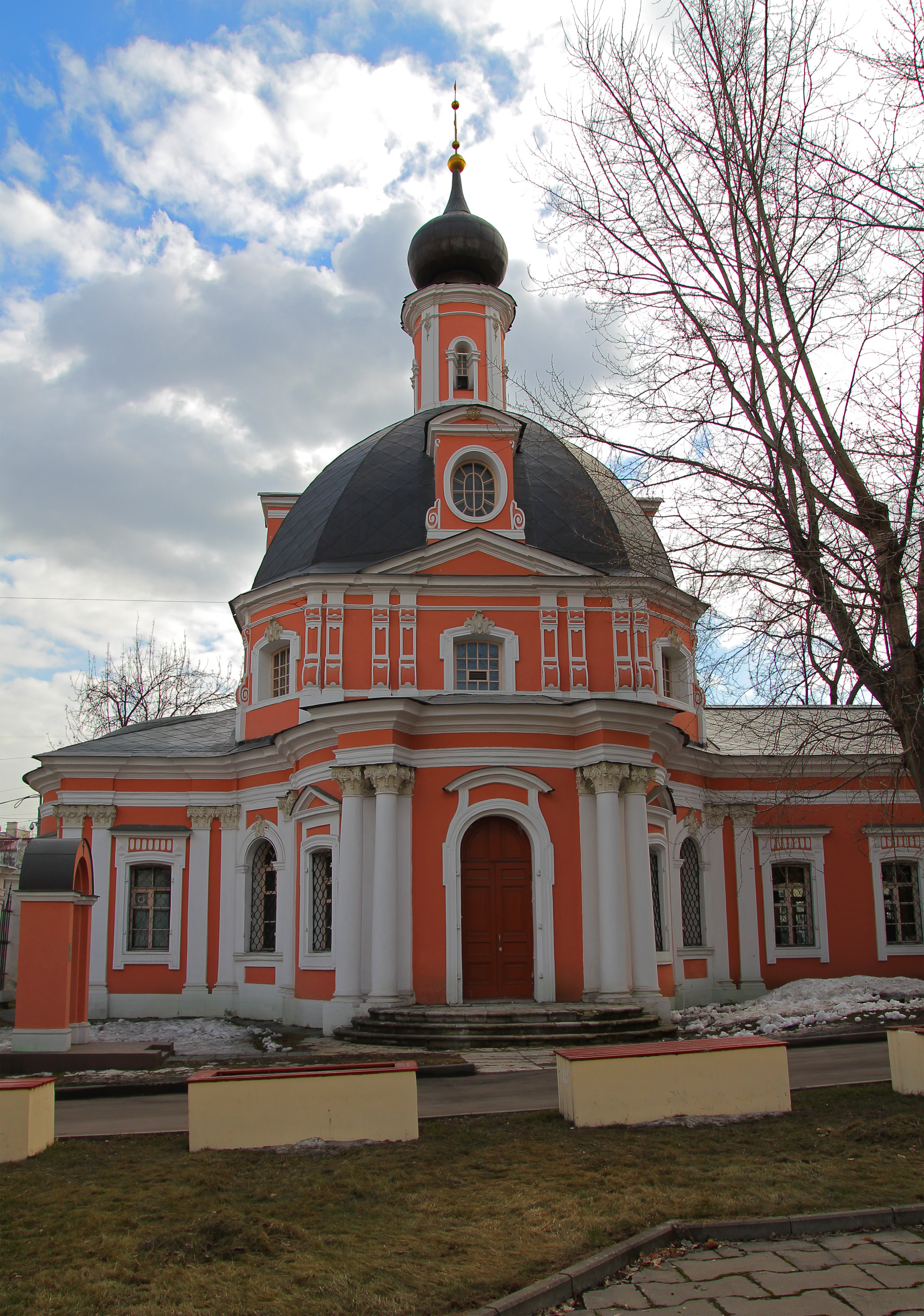
Décor architectural de l'église en 2011.

La tsarine Anastasie ordonne de faire construire une église à la limite de Moscou dans la sloboda Sainte-Catherine. L'église est construite en bois en l'honneur de sainte Catherine,. Elle daterait selon certaines sources de 1612 et serait liée à la victoire de Pojarski et Minine sur les troupes de l'hetman Khodkevitch. Cependant l'historien Sergueï Soloviov confirme qu'au moment de l'unification de la deuxième milice, l'église existait déjà et que des batailles ont eu lieu à côté d'elle,. L'église est également mentionnée dans la « Nouvelle Chronique ».
Une abside dédiée à saint Théodore le Studite est consacrée en 1625 et une autre en 1636 à saint Nicolas. En 1651, la paroisse comptait 87 maisons et sept ans plus tard l'église est reconstruite en pierre,. La reconstruction est financée par le tsar Alexis Ier, qui avait vu en rêve sainte Catherine lui prédire la naissance d'une fille. Après le couronnement de Catherine II en 1762, elle demeure quelque temps à Moscou. Elle y fonde l'orphelinat impérial et ordonne de reconstruire l'église Sainte-Catherine à ses frais. Elle confie le projet à Karl Blank, architecte reconnu du baroque tardif. Les travaux durent de 1766 à 1775. L'architecte conserve l'ancienne église-réfectoire et l'abside de saint Nicolas, mais ne garde pas celle de saint Théodore. L'église d'hiver et la nouvelle église d'été sont reliées par un clocher, dont le rez-de-chaussée sert de narthex à l'église principale. La partie centrale de l'église se présente sous la forme d'un carré à pans coupés, sur quatre côtés elle est accolée par des volumes réduits de bas-côtés et de vestibules, ainsi que par une abside. La partie supérieure de la structure a la forme d'un octogone bas, orné d'un attique massif et d'un dôme à lucarnes rondes. Le narthex est orné de colonnes jumelées encadrant l'entrée. L'édifice est également décoré de grands cadres festonnés et de reliefs en stuc. En 1769, la clôture du complexe architectural est érigée, pour laquelle l'on se sert de parties de la clôture démantelée de la place des Cathédrales réalisée en 1731. Les barres centrales des grilles sont couronnées d'aigles bicéphales, ainsi que les piliers de l'entrée,,. Le clocher est rehaussé au milieu du XIXe siècle.
Les icônes de l'iconostase baroque sont peintes par les artistes Dmitri Levitski et V.I. Vassilievski. L'argent des portes royales et l'encadrement des icônes sortent de l'atelier du fabricant de la cour, Ignace Sazikov. La grande icône de sainte Catherine est ornée d'un riza offert par l'impératrice Catherine la Grande avec son monogramme. Un petit baldaquin en métal était installé près du mur Sud de l'église d'hiver pour cette icône. Dans l'église d'été, une place lui était réservée sur le côté droit de l'entrée Sud,,. Sur le mur du bâtiment, il y avait une plaque de cuivre avec l'inscription: « Par la grâce de la très auguste et très gracieuse impératrice la Sage, deuxième impératrice du nom, Catherine Alexeïevna, mère de miséricorde sous son aimable fils et héritier, le bienheureux souverain tsarévitch et grand-duc Paul Petrovitch, cette sainte église de la grande martyre a pris ses débuts le 2e été après son accession au trône de toutes les Russies, c'est-à-dire en 1763. La fondation et la pose de la première pierre de cette église ont eu lieu le 25 mai 1766, à 4 heures du milieu du jour, elle a été achevée en 1767, consacrée en 1768 par Ambroise, archevêque de Moscou et de Kolomna, le 28 septembre, par le zèle du prêtre de cette église, Siméon Stavorsky. »
L'église est gravement endommagée pendant l'incendie de Moscou de 1812. Les paroissiens cachent certains éléments de la décoration intérieure. Plus tard l'édifice est restauré par Fiodor Chestakov. Il ajoute une guérite d'un étage à la partie d'angle de l'église et une clôture supplémentaire est érigée du côté Ouest. En 1870-1872, des travaux sont menés par l'architecte Pavel Petrov. Un certain nombre de chercheurs attribuent plutôt ce travail à Dmitri Tchitchagov. Pendant cette période, l'ancienne église d'hiver est entièrement reconstruite, dont l'autel principal est reconsacré en l'honneur du Sauveur non fait de mains d'homme; les côtés, en l'honneur de saint Nicolas et de saint Alexandre Nevski. L'édifice est orné de pilastres, de style similaire au décor de l'église d'été. La guérite est remplacée par des niches voûtées. Vraisemblablement, certaines d'entre elles étaient ouvertes,,.
Dans le cadre de la campagne panrusse pour la saisie d'objets liturgiques et ecclésiaux de valeur, l'église Sainte-Catherine est dépouillée le 4 avril 1922. Cela représente 11 pouds et 33 livres d'or, soit environ 195 kg. Les portes saintes de l'église d'été sont démontées, les rizas et objets liturgiques confisqués.
Le Patriarche Tikhon de Moscou célèbre dans l'église la fête patronale entre 1920 et 1924,. L'église est fermée par les autorités communistes en 1931; la grande icône de sainte Catherine est placée à l'église de la Résurrection des Monetchiki, puis à l'église Saint-Flore-et-Saint-Laur-sur-Zatsepa; mais après la suppression de l'église le sort de l'icône est inconnu. Le clocher et les dômes de l'église de la grande martyre Catherine sont démantelés. L'église d'hiver du Sauveur est transformée en locaux d'habitation, la partie orientale du complexe est occupée par divers bureaux. Plus tard, le Bureau central de conception et de standardisation des outils de chantier y est installé,,.
Dans les années 1970, l'on procède à une grande restauration de l'ensemble qui dure jusqu'en 1983. La partie Ouest est occupée par l'Institut de recherches scientifiques de standardisation des outils et la partie Est par le centre de restauration d'art Grabar, qui procède à la restauration de l'ensemble architectural. En 1990, les ateliers occupent tout le complexe. Ensuite pendant deux ans, l'église est rendue peu à peu à l'Église orthodoxe russe. En 1994, le patriarche Alexis II de Moscou lui donne le statut de représentation de l'Église orthodoxe d'Amérique auprès du Patriarcat de Moscou.
L'église est consacrée le 11 juin 1999, jour de la dédicace de l'église, par le patriarche Alexis II et le métropolite Théodose (Lazor), représentant de l'Église orthodoxe d'Amérique auprès du Patriarcat de Moscou. Le premier recteur jusqu'en l'an 2000 est le protopope Daniel (Goubiak), puis en 2002, l'archimandrite Zachée (Wood) qui est frappé d'une suspens a divinis en 2011. Ensuite, l'archimandrite Alexandre (Pikhatch) est nommé à sa succession en 2012; il meurt en octobre 2016 et il est enterré dans son Canada natal. Le protoiereï Daniel (Andreiouk) lui succède le 6 décembre 2017 . En 2016, une liturgie solennelle est célébrée à Sainte-Catherine par l'archevêque Benjamin (Peterson). La ceinture de saint Jean de Shanghai y est exposée à la vénération des fidèles en 2012, 2014, 2017-2019,.

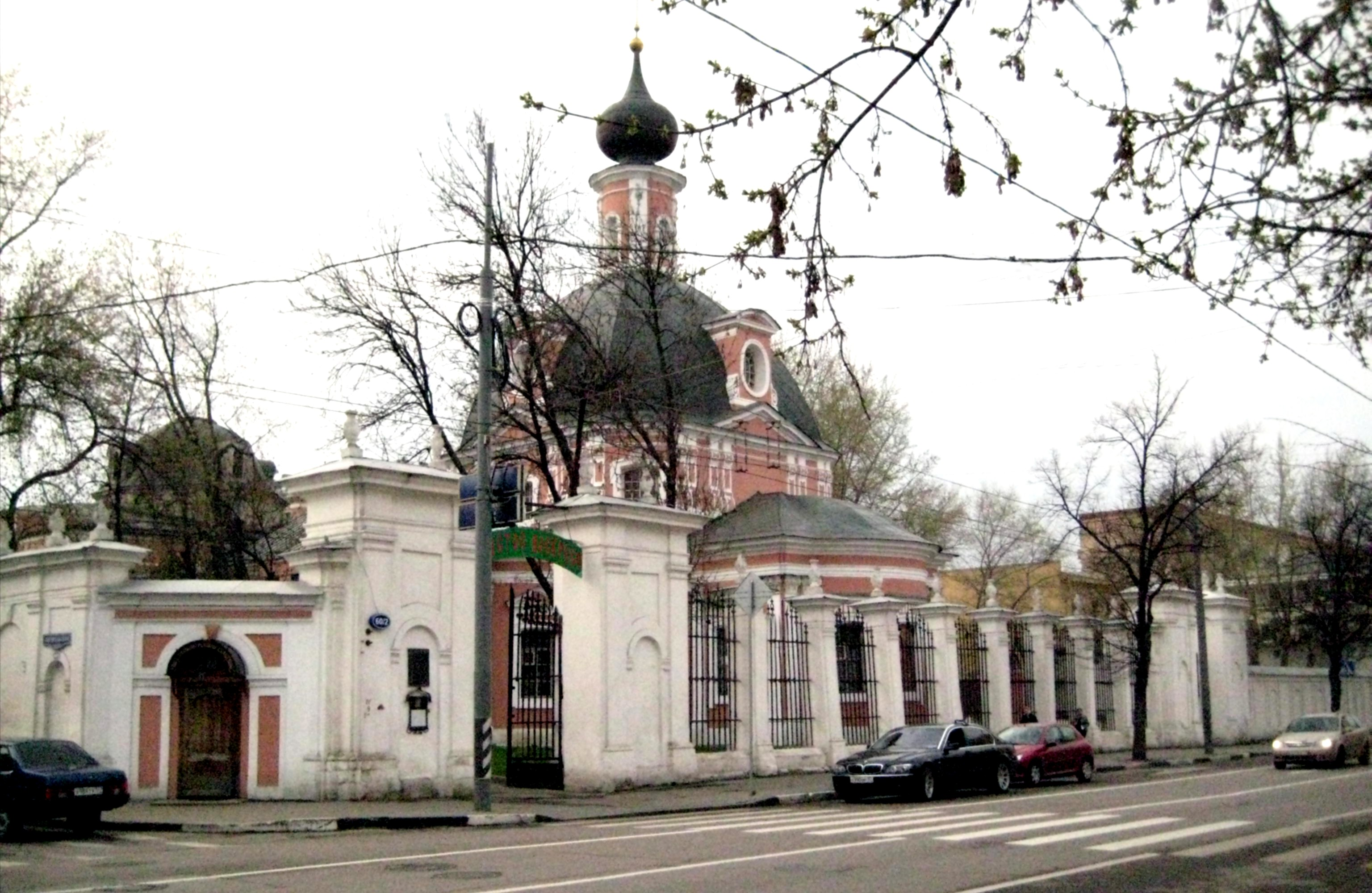
La clôture de l'église.
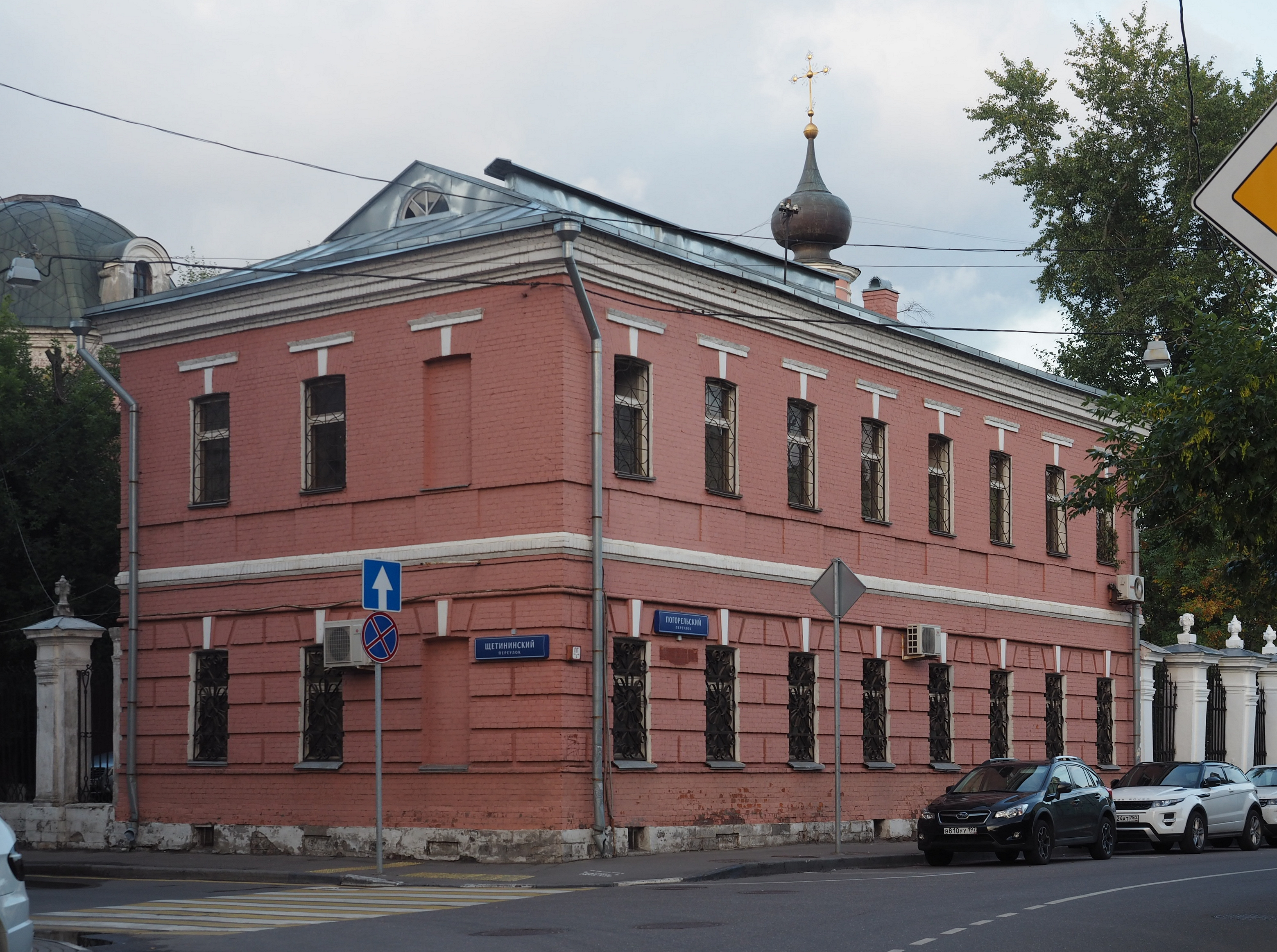
L'ancien hospice de l'église.
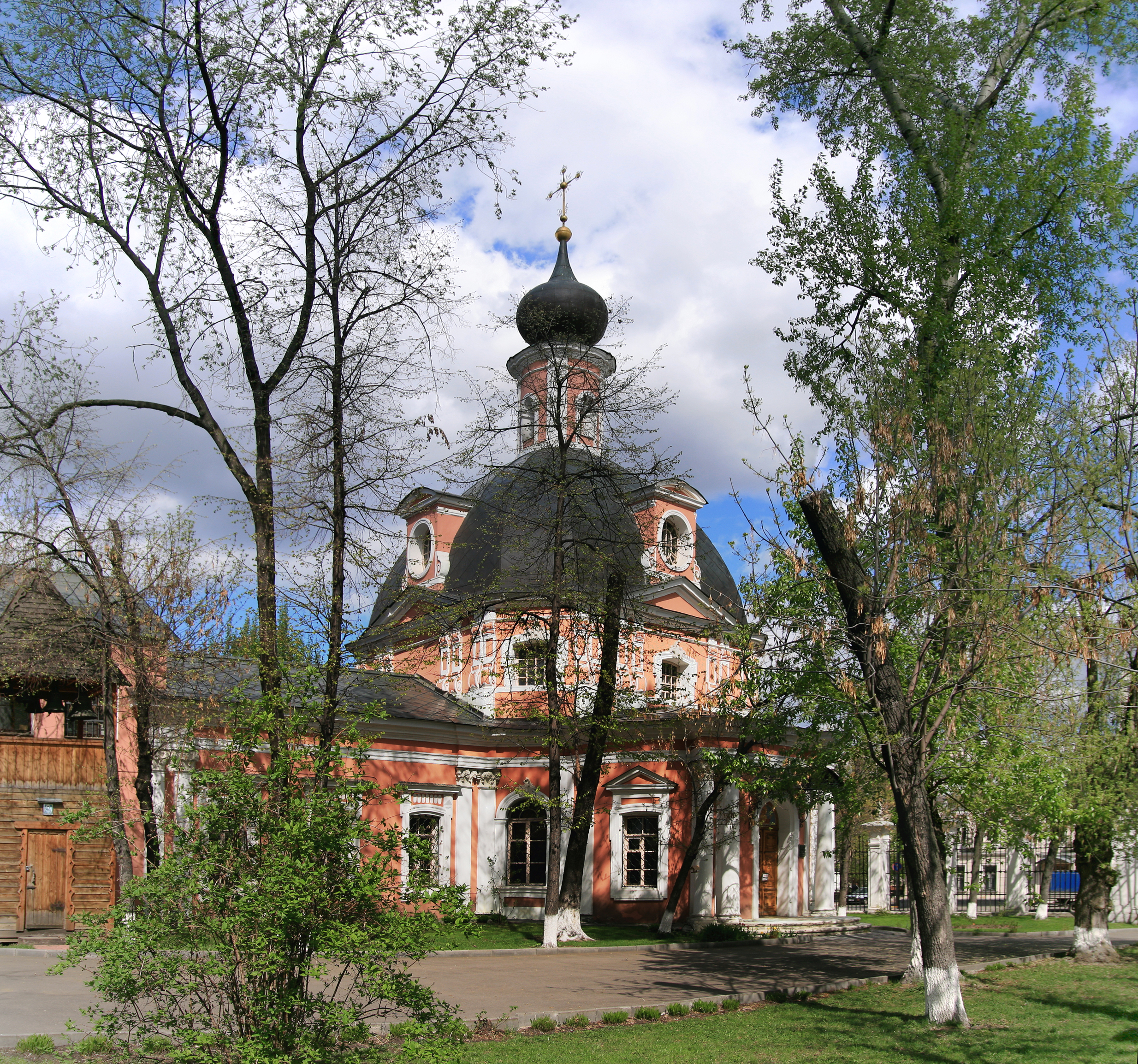
L'église.
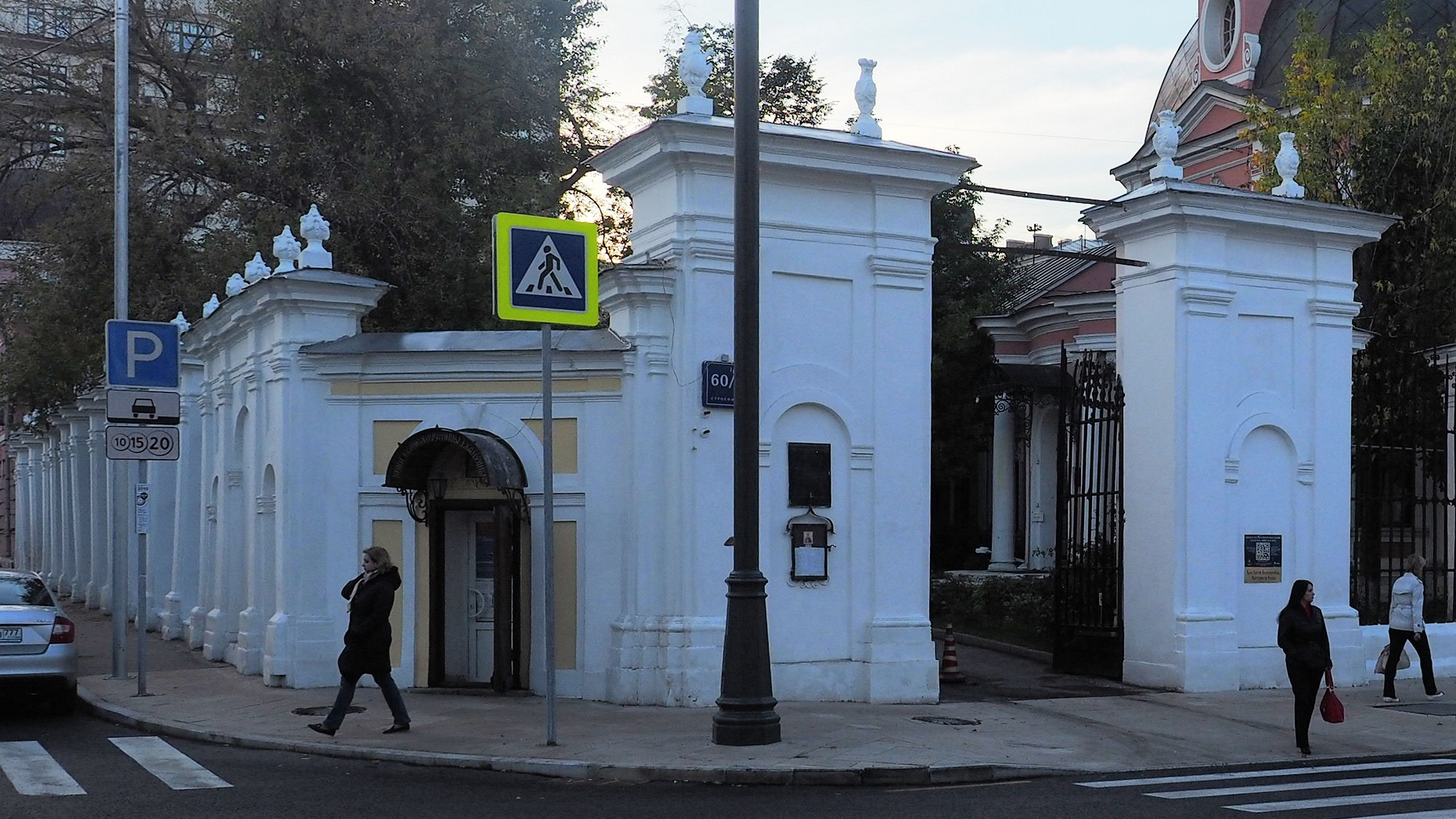
Le portail.